# Vårfrukyrkan, Skänninge
Vårfrukyrkan är en kyrkobyggnad i Skänninge och tillhör Skänninge församling i Linköpings stift. Den ligger åtta kilometer norr om Mjölby.

## Kyrkobyggnaden
Vårfrukyrkan i Skänninge är en treskeppig hallkyrka med ett något högre mittskepp. I öster ett rakslutet korparti av samma bredd som långhuset och i väster ett indraget torn. Kyrkan är murad av tegel i munkförband på kalkstenssockel, har spetsbågiga fönster och täcks av ett säteritak. Tornet kröns av en huv, som tillkom 1776 efter en eldsvåda. Strävpelare finns på samtliga sidor av kyrkan. Ingångar finns i väster och i söder i långhusets västra del. Den trappformade östgaveln pryds med blinderingar, bland annat i form av en ros och ett kors. Långväggarna avslutas upptill med en blinderingsfris. På västgaveln flankeras tornet av fönsterformade blinderingar.
Interiören har en mäktig resning. Mellan pelarna i de tre skeppen är arkadbågar slagna, vilka i likhet med valven är spetsbågiga. Murarna är sedan 1870-talet täckta av ett tjockt putslager. Altarbordet i öster täcks av ett vitt altarbrun och ovanför återfinns en triptyk liknande den i Linköpings domkyrka av Maarten van Heemskerck. Till höger i koret står en medeltida gotländsk dopfunt. Det finns även en nyare dopfunt från 1951. Predikstolen hänger vid en pelare till vänster i mittskeppet. Den nuvarande orgeln på västläktaren byggdes 1939 av den danska firman Marcussen & Søn.

## Historik
Redan tidigare fanns den stora Allhelgonakyrkan i Skänninge, men när tyska hantverkare kom till staden i slutet av 1200-talet byggde de efter tyskt mönster en egen kyrka med stadskaraktär vid stadens torg, bara ett stenkast från den gamla. Den invigdes år 1306, helgad åt jungfru Maria och kallades därför Vårfrukyrkan. Svenskarna i Skänninge kallade den ”Garpekyrkan”. Garpe var under medeltiden nämligen en vanlig beteckning på tyskar.

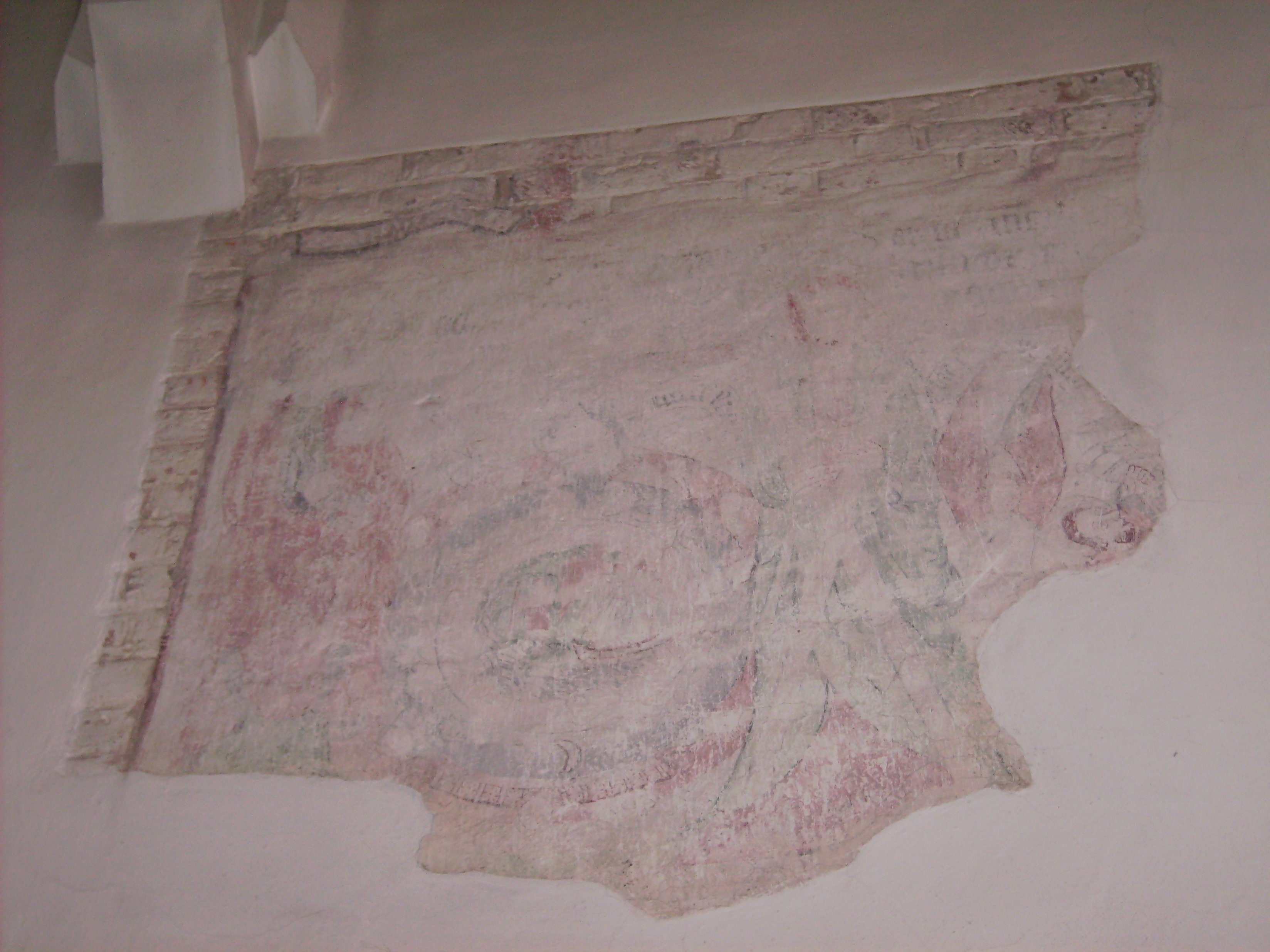
Medeltida väggmålning.

Kyrkan fick ett vapenhus på södra sidan, och i norr sakristia, kapell samt ett vapenhus, senare förvandlat till förvaringsutrymme. I det inre har man hittat tidiga målningar, delvis direkt på teglet. Dessa kalkades över mot slutet av medeltiden och ersattes av andra målningar i svart, gult och rött.
Till följd av Vadstenas uppblomstring under 1400-talet började en tillbakagång för Skänninge. Ett par eldsvådor, en under 1440-talet och en år 1466, då också Vårfrukyrkan drabbades, bidrog till att påskynda nedgången. År 1543 drog Gustav Vasa in stadsprivilegierna och skrev till byggmästaren Joakim Bulgrin i Vadstena att han skulle bryta ned kyrkan i Skänninge, om han kunde ha något gagn därav vid slottsbygget. Antagligen syftade han på Allhelgonakyrkan, som tycks ha försvunnit vid denna tid. Under dessa kärva förhållanden fick skänningeborna svårt att vidmakthålla Vårfrukyrkan. När Johan III 1568 kommit till makten återfick Skänninge 1570 sina stadsprivilegier, varefter det började bli ljusare tider igen.
I kapellet på norrsidan lämnade man kvar en del målningar vid en vitlimning av väggarna år 1613. Sådana målningar fanns också i koret och under taket samt på sakristieväggen, innan kyrkan vitlimmades i juli 1740. År 1630 byggde Per Jönsson, organist, borgmästare och orgelbyggare i Skänninge ett 9-stämmigt orgelverk. Året efter skapade konstnären Johan Werner d.ä. en altarprydnad i form av en kopia av Maarten van Heemskercks altarskåpsmålning i Linköpings domkyrka. I samband därmed ändrades mittskeppets östfönster för att passa till den nya altarprydnaden. Omkring 1650 skaffades en predikstol. I slutet av 1600-talet täcktes tillbyggnaderna i norr av ett gemensamt pulpettak. Någon gång under början av 1700-talet revs vapenhuset utanför långhusets sydportal.
Den 4 mars 1718 uppstod en dramatisk brand i Skänninge. Elden började på en gård vid Nya Vadstenagatan och spred sig, i den kraftiga storm som rådde, snabbt till prästgården och därifrån till kyrkan. Den fick där fäste i tornet, där ett av de fyra hörntornen hade förstörts vid ett blixtnedslag år 1704 och inte hunnit repareras. Elden trängde lätt in i den stora tornspiran, som Elias Brenner ritat av år 1670 och som förmodligen tillkom omkring år 1600. Yttertaket brann också av. Inne i kyrkan förstördes 9 à 10 bänkrum innan man lyckades släcka. Det var med stor tvekan man vågade sig in i kyrkan, varför gudstjänsterna ägde rum på kyrkogården. Söndagen den 15 juni dristade man sig att fira gudstjänst i kyrkan, dock var långhusets mittskepp avspärrat. Följande dag föll de båda mittersta valven ned "med ett förfärligt dån och buller" och förstörde en stor del av bänkinredning och gravstenar, tre ljuskronor och andra inventarier. Dock klarade sig de västligaste och östligaste valven utan skador och därmed också den ljuskrona som hängde där, altartavlan och orgeln. För säkerhets skull rev man även de två återstående valven i mittskeppet och kyrkan stod där som en ruin.

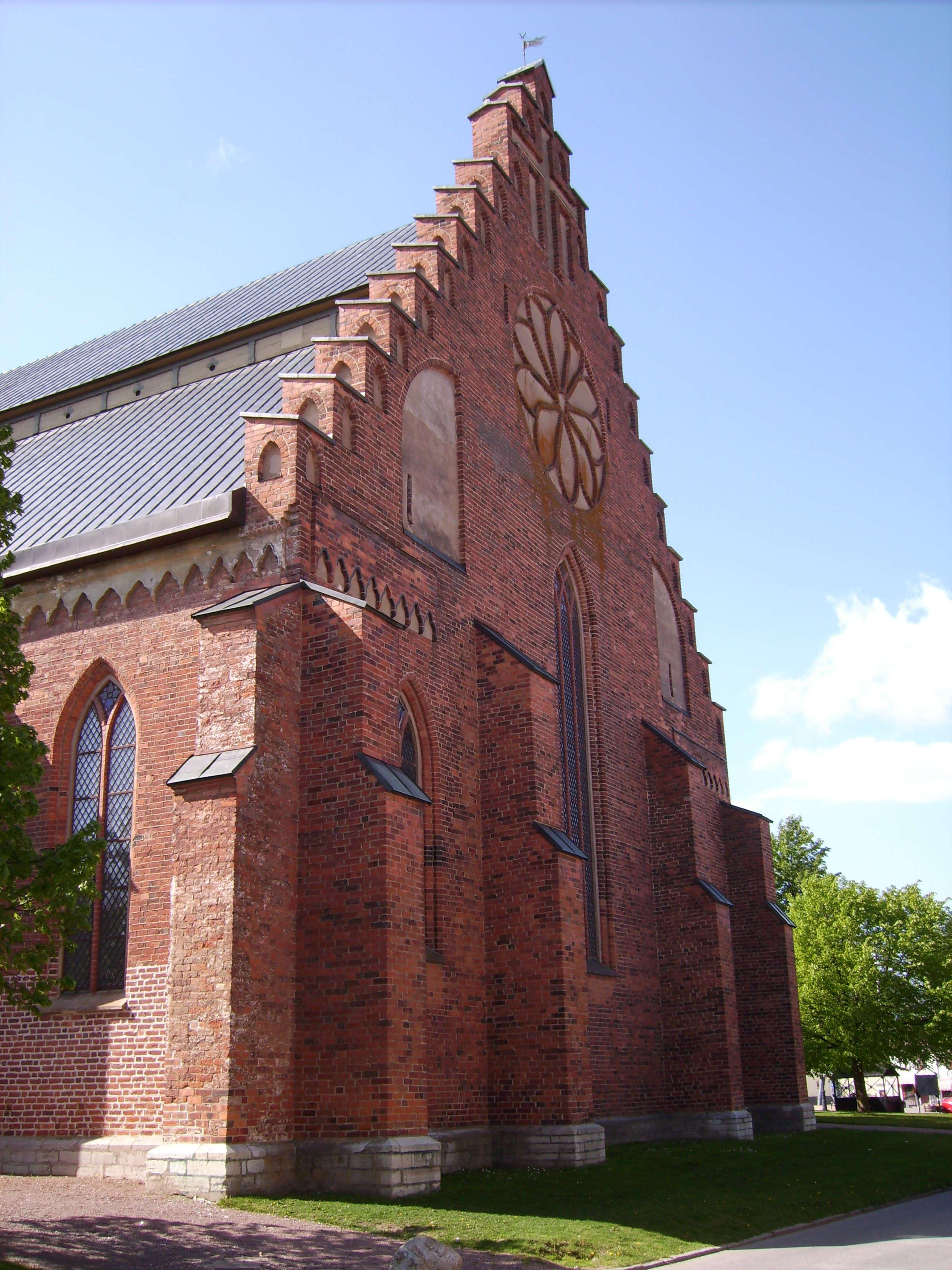
Korets östliga fasad.

Under ledning av byggmästare Lars Höfvelin, Eksjö, startade man hösten 1718 återuppbyggnaden. Man började med att lägga på ett yttertak. Arbetet gick långsamt; först vid mitten av 1720-talet påbörjades uppförandet av en ny tornspira. Innan man kommit särskilt långt blåste emellertid spiran ned vid en häftig storm i oktober 1726. Nu hade man inte några medel kvar till reparation och ansökte om skattelättnader och om rätt att insamla medel i hela landet. Det sistnämnda beviljades av Kunglig Majestät. Tio år efter branden kom reparationsarbetena åter igång. Två olika förslag införskaffades, ett från murmästare Christian Haller, Karlstad, avseende nya tegelvalv och ett från slottsbyggmästare Gabriel Månsson, Linköping, avseende trävalv. Domkapitlet och landshövdingen fastslog, säkerligen till församlingens stora lättnad, att man skulle bygga trävalv. Kontrakt skrevs med Gabriel Månsson 1 oktober 1737 och arbetet började omedelbart. Redan följande år var reparationen inklusive ny tornhuv klar.
Carl Fredric Broocman skriver i mitten av 1700-talet: "Kyrkan är af tegelsten upbyggd til ansenlig högd och storlek, håller i längden 66 1/8 aln och i bredden 34 alnar. Wid wästra gafweln står ett wackert och prydeligit Torn, hwilket, så wäl, som hela Kyrkotaket, är täckt och öfwerdragit med jernplåtar. Inuti är Kyrkohwalfwet til större delen med bräder panelat, som theraf kommit at stenhwalfwet, för några år sedan, genom tornets olyckeliga fall, nederslogs och förstördes. Hwalfwet upbäres af 4 par stenpelare, som stå på ömsa sidor om stora gången, hwilken, tillika med twänne andra gångar, inneslutes af 4 bänkrader.
Altartaflan är en Copia af Linköpings Domkyrkos Altartafla, aftagen år 1631 af Johan Werner, och liknar henne tämmeligen nära. Prädikstolen är af Snickare-arbete och nog gammal. Orgelwerket, som består af 9 stämmor, har, för thetta, Borgmästaren i Skenninge, Per Jonsson, sjelf gjort och till Kyrkon förärat år 1630. [...]
Ibland Kyrkans Silfwer finnes en Påwisk Kalk, med thenna inscription på handtaget: Jesus S. Maria. Omkring foten: Calix iste pertinet ad Sanctum Par holomeum in Asleben. A. D. 1514.
I Tornet äro, utom Urwerket, trenne sköna Klockor, af hwilka then största finnes första gången wara guten år 1468. Sedan 1718 års brand, tå en del af henne försmältes, är hon twänne gånger omguten."

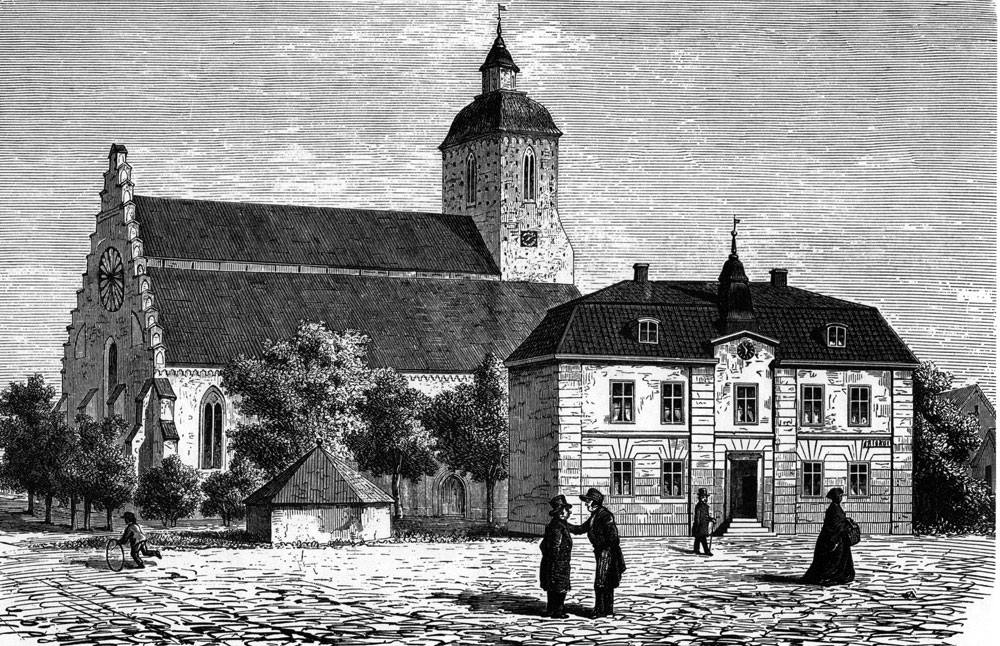
Vårfrukyrkan och rådhuset från norr år 1850.

Vid en ombyggnad 1776 fick tornet, genom byggmästare M. O. Beurling, sin nuvarande utformning. Senare revs alla tillbyggnader på kyrkans norrsida: sakristia, kapell och förrådsbyggnad.
Under 1860-talet planerade man för en omfattande omgestaltning. Arkitekt A C Pettersson mätte 1865 upp byggnaden och ett renoveringsförslag upprättades som skulle ha förvandlat kyrkan till nygotisk kyrka i enlighet med 1860-talets idealbild. Förslaget fastställdes av Kunglig Majestät. Lyckligtvis genomfördes detta projekt aldrig, förmodligen av ekonomiska skäl.

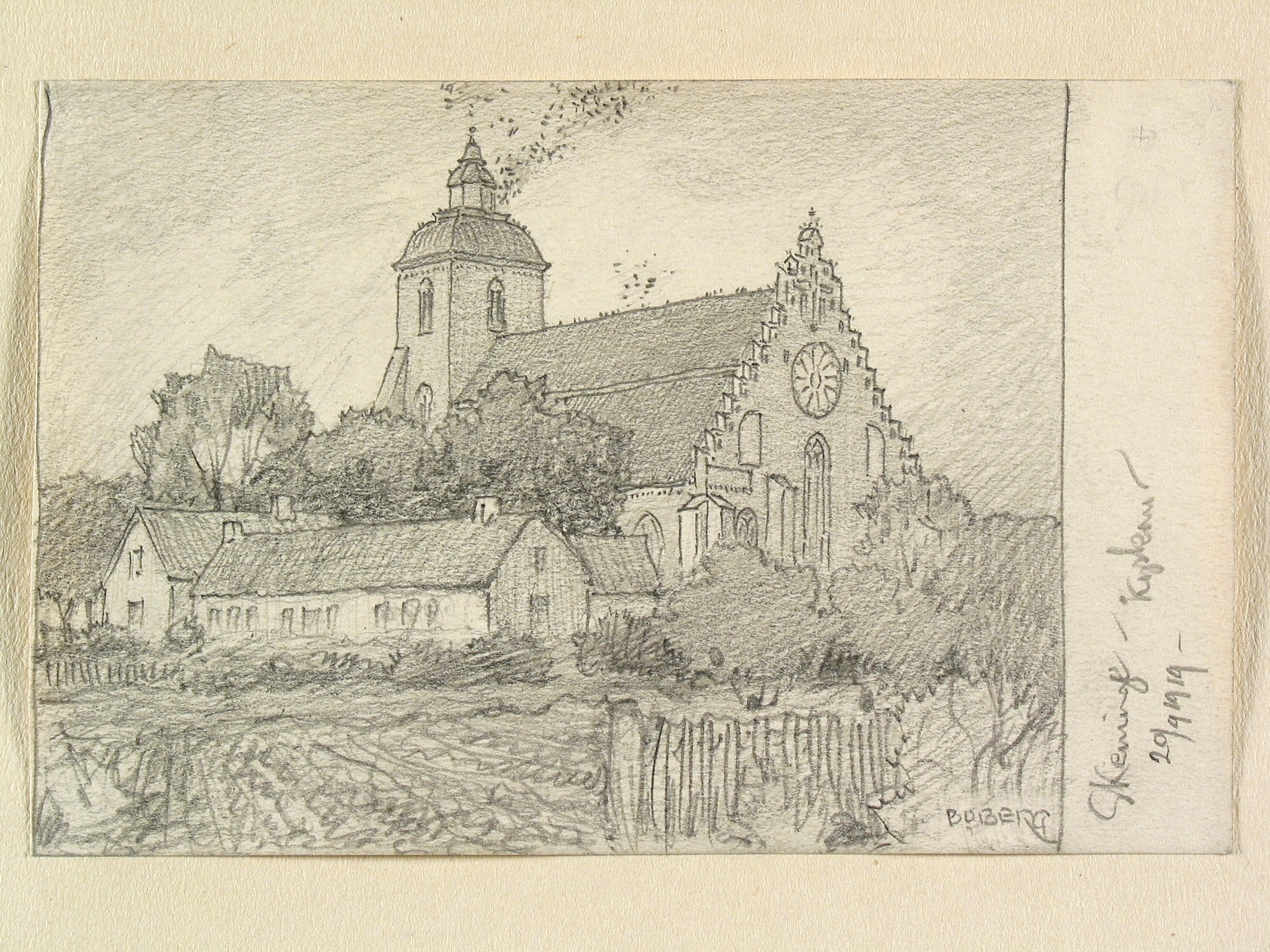
Vårfrukyrkan tecknad av Ferdinand Boberg 1919.

Åren 1874–1876 gjordes i stället en mindre omvälvande renovering. Mittskeppet fick nya tegelvalv i stället för det flacka tunnvalvet av trä och murytorna blev slätputsade. Altartavlan av Johan Werner d.y. byttes ut mot en kopia av Bertel Thorvaldsens Kristusbild och de fasta bänkkvarteren från 1700-talet slopades.
Under ledning av arkitekt Erik Fant restaurerades kyrkan år 1927. Avsikten var att försöka återställa interiören i det skick den hade under 1700-talet. Det innebar bland annat att Johan Werners målning återfick platsen som altartavla och att kyrkan åter fick fasta bänkar ritade av Erik Fant. Senare har även exteriören setts över och östgaveln grundligt konserverats.
Sedan år 1985 hänger det en relief föreställande Sankta Ingrid på kyrkans nedre södra pelare. I Sverige finns ingen medeltida bild bevarad av Sankta Ingrid, men i Florens Markuskyrka har en okänd mästare, troligen under 1600-talet, gjort freskomålningar av bemärkta män och kvinnor i dominikanorden. Under en av bilderna står det "B[eata] Ingride Svezzese [...]" Konstnären Berndt Dahlqvist i Skänninge har skurit ut en reliefkopia av Sankta Ingrid vid klostret i Skänninge.

## Inventarier

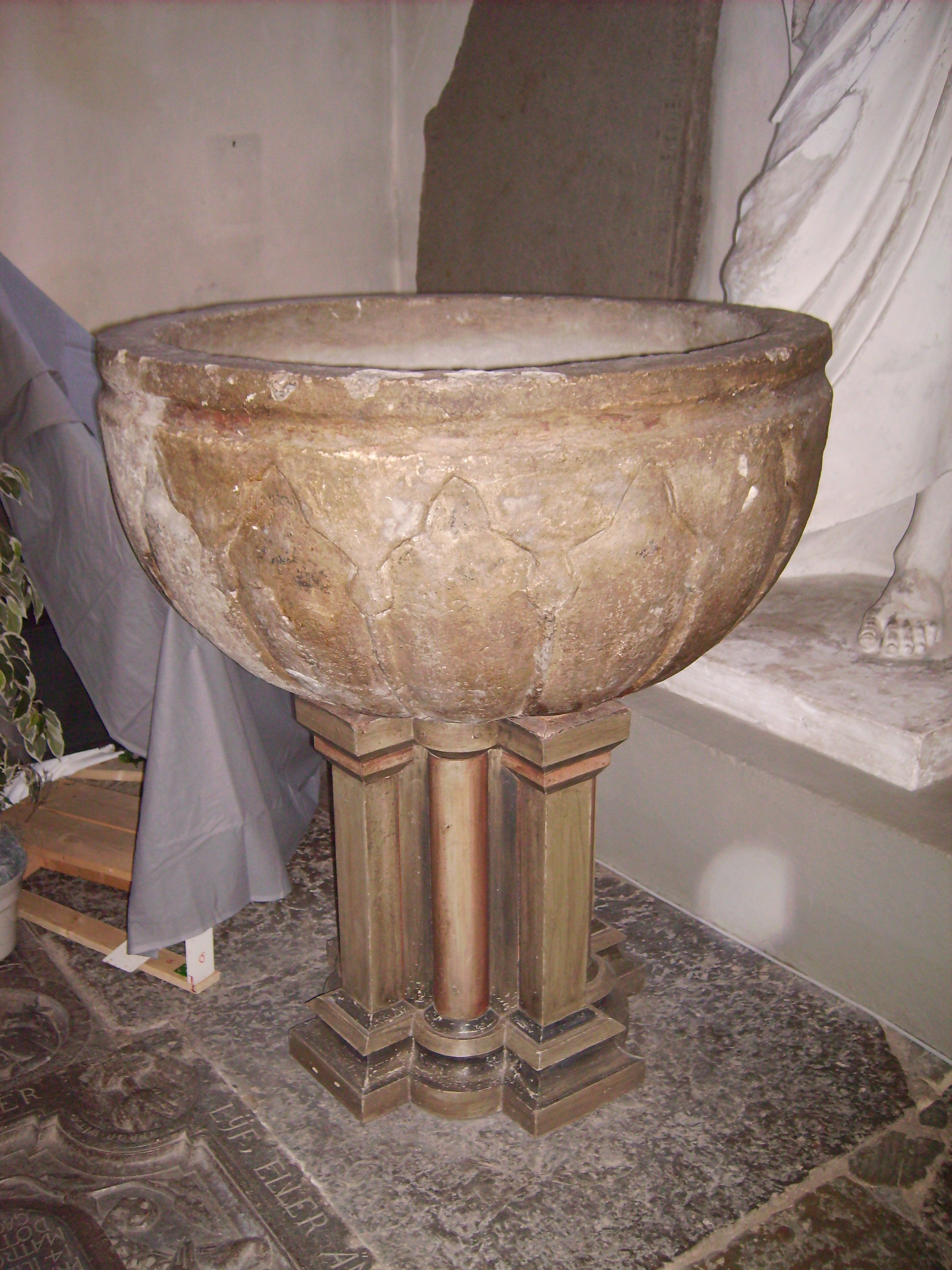
Vårfrukyrkans äldsta dopfunt.

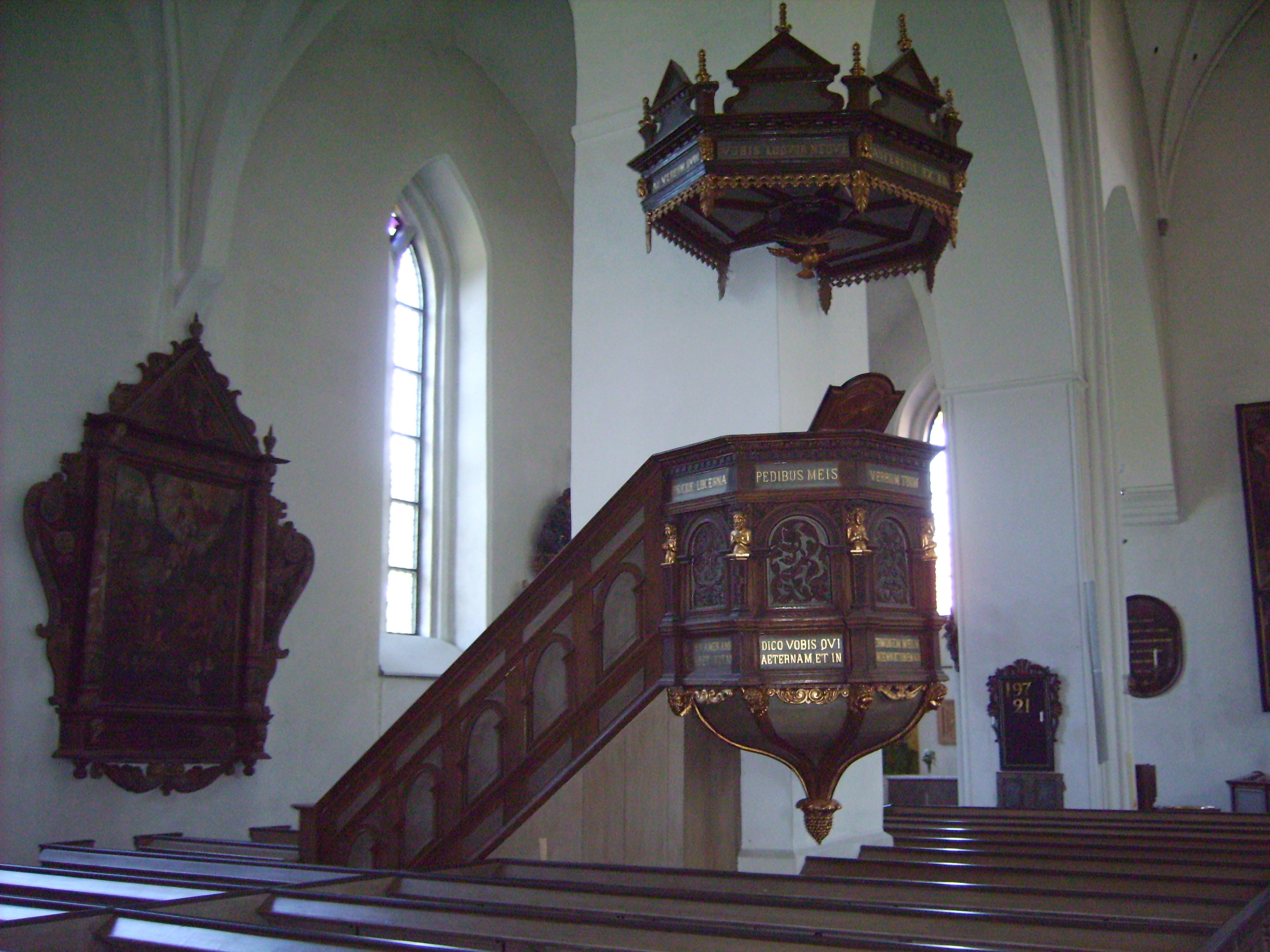
Predikstolen, till vänster hänger ett av kyrkans många epitafier.

- Altartavla, kopia av Maarten van Heemskercks målning i Linköpings domkyrka utförd av Johan Werner den äldre 1631.
- Korskrank, uppsatt mellan de båda östliga pelarna 1651. Rester förvaras på orgelläktaren.
- Predikstol från omkring 1650, dekorerad med bladornament och hermer i relief samt med målade bibelspråk. Inskrift på predikstolen: 
  - AD VERBUM QVOD
  - PS. CXIX. LUCERNA JOH.V AMEN AMEN HABET VITAM
  - PEDIBUS MEIS VOBIS QVI ETERNAM ET IN.
- Dopfunt av gotländsk kalksten, musselcuppstyp, ornerad med klöverbågsarkad, från omkring 1300 med träfot från 1900-talet.
- Dopfunt från 1951, ritad av Erik Abrahamsson, Göteborg, utförd i röd borghamnskalksten.
- Nattvardskalk från 1709 av silver, prydd med ett krucifix på foten.
- Mässhake av blått siden, prydd med Würzburgs furstbiskops vapen, krigsbyte från trettioåriga kriget.
- Sockenbudskalk tillverkad 1514 i Eisleben, omgjord 1782.
- Patén från 1200-talet.
- Oblatask från 1659, tillverkad hos Valentin Lennartsson Wefwer, Linköping, skänkt av ryttmästare Johan Jesperson.
- Relief föreställande Sankta Ingrid snidad av konstnären Berndt Dahlqvist, Skänninge, efter en förlaga, troligen från 1600-talet, i dominikanernas kyrka San Marco i Florens. På konstverket har följande text skurits ut: ’’Pro Gloria S:ta Ingrid in Angelorum curia’’.
- Ljuskrona, skänkt av handelsman Måns Danielsson i början av 1700-talet. Den hänger numera i mittskeppet mitt för predikstolen.
- Målning i kyrkans mittparti föreställande borgmästaren och orgelbyggaren Per Jonsson (Jönsson) (†1658) med hustru och barn inför den korsfäste Kristus.
- Epitafium, uppsatt år 1624 av Per Jonsson (Jönsson) till sin och sin hustrus åminnelse. I hans bomärke återfinns bland annat en orgelpipa. Detta är det äldsta av kyrkans många epitafier, placerat längst i väster på norra väggen.
- Piporgel av Lars Wahlberg och Anders Wollander 1772, ombyggd och utvidgad av firma Marcussen & Søn 1939.
- Storklockan, gjuten 1468, omgjuten 1718, 1741 och 1900.
- Mellanklockan, gjuten 1615, omgjuten 1743.
- Lillklockan, skänkt av inspektor Erik Sohlberg vid Falu koppargruva.

## Orglar

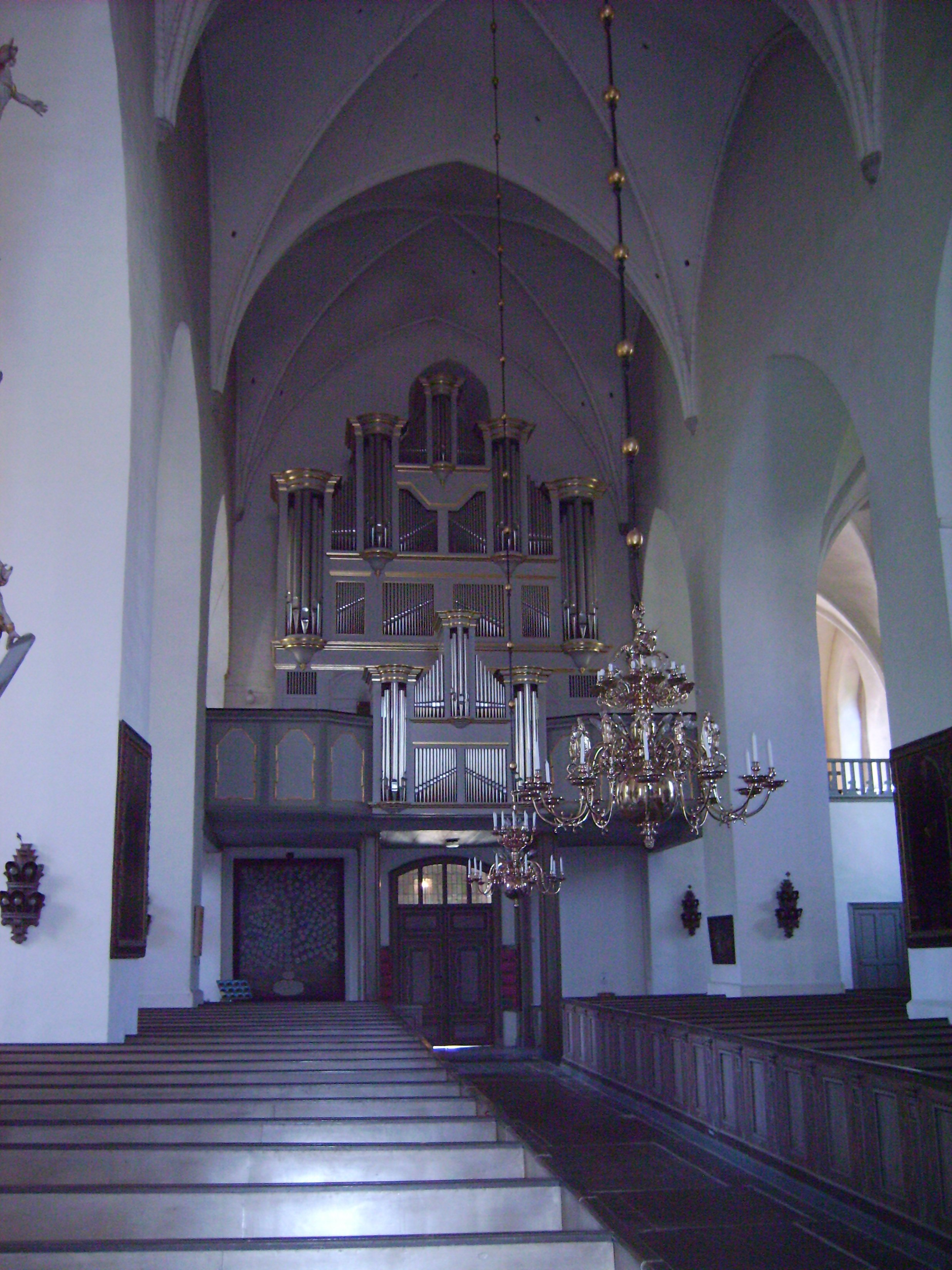
Kyrkoorgeln.

Det är ovisst när kyrkan fick sin första orgel; troligen skedde det redan under medeltiden. Det första kända verket fanns på en läktare i väster och byggdes, eller rättare sagt, började byggas om 1630 av borgmästaren, organisten och orgelbyggaren Per Jönsson (borgmästare), Skänninge. Orgeln skulle ha en manual och innehålla sju, eller kanske nio, orgelstämmor.
Kronologi:
- 1649: I ett sockenstämmoprotokoll noteras att orgeln ännu ej är färdig, men att borgmästaren Per Jönsson lovat ha den klar "till Johannes tid" (midsommar), eller allra senast till Olovsdagen (i slutet på juli).
- 1654: Orgeln är ännu ej klar och borgmästarens son Daniel Persson lovar att snarast färdigställa verket i enlighet med upprättat kontrakt mellan fadern och församlingen. Orgeln måste ha varit synnerligen originell, pipverket bestod nämligen uteslutande av lera och papp. (Enligt en uppgift från 1700-talet var Per Jönsson även kakelugnsmakare). Orgeln bestod av 14½″ stämmor, med pedal och två handklaver samt ett koppel att förena klaveren, de flesta av lera. Av de fem pedalstämmorna var de två trumpeterna av lera och papp och själva orgeln skall ha haft en klar och klingande ton.[1][2]
- 1770: Orgelverket säljs till Fivelstads kyrka i Östergötland.
- 1769–72: Lars Wahlberg och Anders Wolander, Vimmerby, bygger en 21-stämmig, 1-manualig orgel med pedal utan pedalkoppel. Med hänsyn till det stora kyrkorummet byter Wahlberg ut manualens planerade grundstämma Principal 4' mot Principal 8' + Principal 16', diskant. Oliksvävig temperatur. Orgeln avsynas den 23–25 oktober 1772 av domkyrkoorganist Johan Miklin (domkyrkoorganist 1754–87) i Linköping, som ger instrumentet ett mycket gott betyg.

Disposition:
| Manual C-c³      | Pedal C-d¹             |
| Principal 16', D | Subbas 16'             |
| Principal 8'     | Principal 8'           |
| Gedackt 8'       | Violoncelle 8'         |
| Qvintadena 8'    | Octava 4'              |
| Octava 4'        | Qvinta 3' (eg. 2 2/3') |
| Gemshorn 4'      | Blockfleut 2'          |
| Rorfleut 4'      | Bassun 16'             |
| Korrtfleut 4'    | Trompette 8'           |
| Superoctava 2'   | Trompette 4'           |
| Gemshorn 2'      |                        |
| Scharf III chor. |                        |
| Trompette 8'     |                        |
| Vox humana 8', D | Tremulant              |

- 1798: Reparation av orgelbyggare Pehr Schiörlin, Linköping.
- 1876: Ombyggnad av Sven & Erik Nordström, Flisby. Sänkning av tonhöjden (från tidigare korton) och utökning av klaviaturomfången.
- 1938-1939 (Kontrakt tecknat 1939): Firma Marcussen & Søn, Aabenraa, Danmark, bygger en 3-manualig orgel med 34 stämmor, mekanisk traktur och pneumatisk registratur bakom wahlbergsfasaden. Fasaden smalnas av genom att de båda yttre vingarna tas bort. I läktarbarriären byggs ett ryggpositiv. Snickerierna på fasaden utförs av snickaren A. Liljegren och målningen av Natanael Falkner. Orgeln invigs den 14 augusti 1939. Orgeln har ett tonomfång på 56/30.

Disposition:
| Huvudverk (II) C-g³      | Ryggpositiv (I) C-g³                  | Bröstverk (III) C-g³ | Pedal C-f¹          | Koppel              |
| Gedaktpommer 16’         | Principal 8’                          | Gedakt 8’ (1772)     | Subbas 16’          | Hv/P                |
| Principal 8’ (1772/1876) | Rörflöjt 8’                           | Spetsgamba 8’        | Principal 8’ (1772) | Rp/P                |
| Spetsflöjt 8’            | Oktava 4’                             | Principal 4’         | Gedakt 8’           | Rp/Hv               |
| Oktava 4’ (1772)         | Gedaktflöjt 4’ (1772)                 | Kvintadena 4’        | Oktava 4’ (1772)    | Bv/Hv               |
| Rörflöjt 4’              | Gemshorn 2’                           | Hålflöjt 2’          | Oktava 2' (1772)    |                     |
| Kvinta 2 2/3’            | Sesquialtera II chor. 2 2/3’ + 1 3/5’ | Nasat 1 1/3’         | Mixtur VI chor.     | 2 fria komb.        |
| Oktava 2’                | Scharf IV chor.                       | Cymbel II chor.      | Basun 16’ (1772)    | Tutti               |
| Mixtur V-VII chor.       | Dulcian 16’                           | Regal 8’             | Trumpet 8' (1772)   |                     |
| Trumpet 8' (1876)        | Krummhorn 8’                          | Tremulant            |                     | Mixturst. till/från |
|                          | Tremulant                             | Crescendosvällare    |                     | Tungst. till/från   |

- 2006: Grundlig genomgång med renovering av förslitna delar och intonering av hela orgeln av Robert Gustavssons orgelbyggeri, Härnösand efter program utarbetat av R. Axel Unnerbäck. Fasaden har återfått den pärlgrå nyans, typisk för 1700-talet, man fått fram genom att skrapa bort alla senare färglager och som troligen är den ursprungliga färgen. Den 25 februari 2007 återinvigs orgeln med organisten Ulf Norberg, Göteborg, vid spelbordet.

### Diskografi
Inspelningar av musik framförd på kyrkans orglar.
- Complete organ works of Buxtehude Volume 1 / Linder, Alf. LP. Westminster WN 18117. 1956.
- Complete organ works of Buxtehude Volume 2 / Linder, Alf. LP. Westminster WN 18149. 1956.
- Complete organ works of Buxtehude Volume 3 / Linder, Alf. LP. Westminster WN 18193. 1956.
- Complete organ works of Buxtehude Volume 4 / Linder, Alf. LP. Westminster WN 18221. 1956.
- Complete organ works of Buxtehude Volume 5 / Linder, Alf. LP. Westminster WN 18507. 1956.
- Complete organ works of Buxtehude Volume 6 / Linder, Alf. LP. Westminster WN 18689. 1956.
- Orgelwerke / Bach, Johann Sebastian, kompositör ; Weinrich, Carl, orgel. LP. Heliodor 429 002. 1960?

## Gravstenar
| Person/Familj                                                                                                  | Begravningsår | Skrift | Övrig information                                       |
| --- | ------------- | --- | ------------------------------------------------------- |
| Margitta, dotter till riddaren Tord Bonde                                                                      | 1400          | Här vilar Margitta, dotter till Riddaren Tord Bonde som dog anno domini 1400 -------- och vilar hon i frid med Jesus Kristus. Amen. | Tidigare i Sankt Martins kyrka. Skriften är på latin.   |
| Per Ingvalson Karin Heminsdoter                                                                                | 1406          | Här ligger riddaren, Götstaf Mattsson, som dog den 17 november 1406 jämte sonen, hvilkas själar hvile i frid. Amen. | Tidigare vid Sankt Martins kyrka. Skriften är på latin. |
| hustru G. Oluf Ionssons                                                                                        | 1570          | Här under ligger begrafd salige hustru G. Oluf Ionssons, hwilken afsomnade i Gudi then 6 april Ano 1570. Gud hennes själ nåde till ewig tid och ---- henne ewinnerligen bli -------- | Stenen är skadad                                        |
| Gertrud | 1595          | 1595 S. Hos Gud. Här under är begrafwen dygderik H. Gertrud som holt tro och lofwe til sin kära man, hwilke Anders Swenson helt hade och got namp hwad ho derför led H. warför ma wist tror utan twifwel all at honmed gledie och roo är i Gud säll, icke för gerninger som litet utretter uta af nåder geno Christii allen utsletter alles wåre synder orene huru stora om Guds nåd allene är alles rat ock alfwer i throne reen dog Gud efter sin löfter swr aldrig mee hwar wi utan twifwels llön allesammen. Salie the i Hans sko. Hono ske pris. Amen. |                                                         |
| Peder Ericksson Holm Ingeborg Ionsdotter                                                                       | 1639          | Här under hwilas hederlige och wellärde man, Herr Peder Ericksson Holm, fordom kyrkioherde i Skienninge, hwilken i Herranom afsomnade den 6 Marty Anno 1639. Thesslike hans älskeliga och käre hustru gudfrucktige och dygdesamma Matrona H Ingebirgh Ionsdotter afsomnade den ---- åhr 1654. Gud förläne dem en frögdefull uppståndelse. |                                                         |
| Jon Ärlandsson Karin Ericsdotter Nordanväder                                                                   | 1647          | Här hwilas i Herranom ärborn och manhaftigh Jon Ärlansson, fordom vornet under ösrgöta cawallerijet, wilken afsomnade år 1647 den 6 martii, medh sin K. hustru, dygdsamma mathrona H Karin Ericdotter Nordanväder år 1652 den 9 janua. Gud förläne tem en frögdeful uppståndelse. Denna sten hafwer wälaktade Nils Ericson låtit hugga med egen bekostnad. |                                                         |
| Anders Jönsson Marit Tomesdoter Jöns Larsson Rant Brita Bengtsdotter Lars Andersson Margareta Alexandersdotter | 1650          | Här under ligger begrafwen Äreborne achtad och wälförståndige man Anders Jönsson, fordom borgmästare här i staden, hwilken i Gudhi afsomnade den 26 Febr. 1650 sampt han kiöre hustru, hederlige, gudfruchtige och dygderika Matrona H Marit Tomesdoter som i CHristo afsomnade d. 26 dec. 1651. A I S M T D Här under ligger rådman Jöns Larsson Rant. Dödde A:o 1693 den 8 mars med sin K. H. Brita Bengtsdotter, Anders R., Magnus R., Eric R., Alex., Kierstin R., Johan R., Margareta R., Margareta R., Brita R. 1667, 28 juli afsomnade wälacktade Lars Andersson, fordom rådman i Skeninge med hans K. H., dygderika matrona Margareta Alexandersdotter 1665, 23 mars och deras kära barn Peter, Jöns Alexander, Thomas, Hans, Daniel, Johan, Catrina, Lars, Anders, Margareta, Hindrich, Hindrich. Medh 2 theras kiära söner Tomes Anderson, Päder Anderson, hwilka afsomnade i octover månad Åhr 1622 ock theras kiära doter Gunnel Andersdotter som afsomnade i samma måne 1622. Gudh alla theras siälar beware. Amen. |                                                         |
| Laurentius Laurenti Anna Larsdotter                                                                            | 1651          | Laurentius Laurenti, Rect. Scholae. Anna Larsdotter i Vadstena född och i Scheninge med has thöd 1643, 12 aprilis. | Stenen är skadad                                        |
| Hieronymus Bernegau Ingebor Axelsdotter                                                                        | ca 1658       | Herranom hwilas i Herranom ährlig man Hieronymus Bernego, fordom borgare här i staden, afsomnade den ----- Åhr ----- med sin kära Hustru Ingebor Axelsdotter afsomnade den 5 Marty Åhr 1658. Gudh theras siälar nåde. Amen. |                                                         |
| Lars Nordanväder Anna Pedersdotter Holm                                                                        | 1664          | I Herranom hvilar här under ärebrone erligh och manhaftigh Lars Nordanweder, fordom cornet under Östgöta cawalerit såsom leytnant och regementskvartermester under Uplands infanterit, hwilken är född här i Skieninge den 30 april 1604 och afsomthe i april åhr 1664 sampt hans kiära hustru ereborne erligh och dygdesam Anna Pedersdotter Holm, hwilken är född här i Skieninge then 1 april 1617 och trädde i äktenskap medh sin kiöre man 6 februari 1636 och afsomnade then 16 mars åhr 1647, och theras kiäre barn. | Makarna Nordanväder är avbildade i relief på stenen.    |
| Johan Jespersson                                                                                               | 1665          | I Herranom hwilar sigh her under Ehreborne och Manhaftigh Johan Jespersson, Kongl. Maij til Sverige fordom trotienare och Rytmestare under Östgiöta Cavalleriet, hvilken i Herranom afsomnade Anno 1665 den 20 Octob. på hans 65 ålders åhr. Gudh förläne honom medh allom Christtrognom en frögderik upståndelse. Christus är mitt lijf, Döden är min winningh. |                                                         |
| (Johan Christoferson Strålla)                                                                                  | 1665          | | Ingen text.                                             |
| Olof Håkansson                                                                                                 | 1665          | Här under ligger begrafwe achtat och wälförståndige Oluf Håkanson, rådman här i Skenige, hwilken afsomnade de 6 juli A:o 1665 medh 2 hans k. hustrur och 9 barn, 6 söner och 3 döttrar. Hans hustru hederligh gudfruchtuge och dygdesamma salig hustru Maria Erichsdotter, som afsomnade den 17 juni 1635 sampt hans 2 hustru hederligh och dygdesamma matrona Brita Jönsdotter, hwilken afsomnade den 8 aug. åhr 1643. Gudh gifwe te alla en s uppståndelse. |                                                         |
| Ingridsdotter Gertrud                                                                                          | 1668          | ligh sampt dygdesamma Matrona hustru Ingridsdotter, hwilken i Herranom afsomnade åhr - - - - den 17 julius, hwilka hafwa aflat tillsammans barn, 2 sönder och 1 dotter. Gudh theras ---- medh alla christtrogna ewinnerliga hugswale. Anno 1668 den 2 marti afsomnade Gertrud ---- | Stenen skadad och övre delen saknas.                    |
| Hans Jörgen Helldinger Sophia Wallrotsdotter Bubbe Catharina Älf Georg Älf Beata Törner Johansdotter           | 1668          | Här under liggia begrafne fordom ehreborne och wählbetrodde nu hoos Gudh sahlig Hans Jörgen Helldinger, Skenninge stads syndicus och organist sampt dess sal. k. hustro ehreborn och gudfruchtig H. Sophia Wallrotsditter Bubbe, hwilcken i Herranom afsomnade, mannen den 13 och hustrun den 17 februarii A:o 1668 och ligga här under uthi en kiista tillsammans begrafne. Gud förläne dem en grögdefull uppståndelse. Här hwila ock framl. fru enkepastorskan Cath. Älf född Strand ifrå Marbäck som afle 1756, 75 år gml med sin k. son, rådmannen i Skeninge H. Georg Älf, född i Juttersdala 1707, död d. 29 juni 1784 i sitt 77 år ock dess fru, Beata Törner Joh:dotter, född i Linköping 1718. Död 1786. |                                                         |
| Bengdt Bengdtson Maria Börgesdotter Bengdt Bengdtson Elisabet Swänsdoter                                       | 1671          | Här under ligger begrafwen wälacktade Bengdt Bengdtsoon, fordom borgare här i staden som afsomnade Anno 1671 och hans K. hustru, dygdesamma matrona Maria Börgesdotter som afledh Anno 1685 och aflat tillsamman en son och 2 döttrar. Här står nedanstående samt theras K. son, konsterik M:r Bengdt Bengdtson afsomnade den - - - - Anno - - - - med sin kära, hustru, gudfructig och dygdesamma Elisabet Swänsdoter som afled den 25 junius Anno 1707 och aflat tilsaman 4 barn, 3 söner och 1 dotter. |                                                         |
| Michael Hacke Maria Goldtschmit 3 barn Rådman Peter Johansson Rådman Kieling                                   | 1673          | Här under ligger begrafven de fordom ehreborne konstrike och vählbeundrat man saligh Mester Michael Hacke bildt och stenhuggare, hvilken i Herranom afsomnade de 27 juli Anno 1673 tillika med sin käre hustru ährlig och gudfructigh sammpt dygdesamma matrona hustru Maria Goldtschmit hvilken afsomnade den --- Anno 16—med dheras 3 barn, Michael, Johan och Maria Catharina Hackar. Gudh deras själar medh alle Christtrogne en frögdeful uppståndelse förläne. Amen. M H MHGS 16 G I S 75 2 man Rådmän H. Peter Johansson samt Kieling döde 1692 den 31 decemb. |                                                         |
| Bengt Larsson i Vistena Ingeborg Pärsdotter                                                                    | 1678          | Här under hwilas i herranom salig Bengt Larsson i Vistena fordom lytnant af Östgöta cawalleriet och majors Niethofz compagnie hwilken i Gudi afsomnade ano 1678 d. 6 jan sampt hans kära hustru dygdesamma matrona Ingeborg Pärsdotter hwilken afsomnade ano 1704 den 14 mar med tre deras kära barn en son och två döttrar. B L S I P D |                                                         |
| Thomas Hakenson Karin Arvedsdotter                                                                             | 1680          | Här under hvilar i Herranom saligh Thomas Hakenson fordom gästgifvare sampt troman uthi 40 åhr, hvilken afsomnade den 15 januarij 1680 medh sin kära hustro H. Karin Arvedsdotter som afsomnade den 2 martius 1687 och hafva aflat tilsamman 6 sönder och en dotter. Gudh theres själar evinnerligen frögde. |                                                         |
| Nils Andersson Karin Andersdotter                                                                              | ca 1685       | Her under hwilas i Herranom wälactad och wälförståndigh S. Nils Andersson, fordom borgare och invånare i Skienninge, hwilken i Christo afsomnade den - - - - Anno - - - - samt hans elskeliga K. hustru, ehreborna och dygderika matrona, H Karin Andersdotter, hwilken i Gudi afsomnade den 16 december. anno 1685. N A S K A D |                                                         |
| Magnus Jönsson Hane Maria Mikaelsdotter Hacke                                                                  | 1687          | Härunder ligger begrafven fordom Kongl. Maij:ts Trotjänare och Befallningsman öfver Göstrings, Lysings, Aska och Dals Härader med Vadsrtena och Skeninge städer, Salige hos Gud wälbetrodde Magnus Jönsson med sin kära hustru, Gudfrugtiga Matrona H Maria Michaelsdotter Hack, hvilken afsomnade i Herranom den 20 februari 1687 och hans kära hustru afsomnade den 21 januari 1687. Gud förläne dem och oss allom en frögdefull uppståndelse. M I S M M D H 1657 |                                                         |
| Hans Pedersson Brita Arwidsdotter                                                                              | 1688          | Här under hwilas i herranom salig Hans Pedersson, fordom stadsnotorius sedan borgmästare och afsomnade den 6 ja. 1688 med sin käre hustru Brita Arwidsdotter som ock afsomnade den 27 febr. 1689, hwilka aflat tillsammans 5 söner och 4 döttrar. Gudh deras medh alla christtrogna evinnerliga hugswale. Amen. H P S B A D |                                                         |
| Lars Törner Elin Torsdotter                                                                                    | 1693          | Här under hvila sig i Christo salig Lars Andersson Thörne fordom rådman och borgare här i staden, hvilken afsomnade den 22 december åhr 1693 Med sin k: hustru dygdesamma mathrona H. Elin Torsdotter, som afsomnade den ---- åhr 1711, hvilken tillsammans aflat 11 barn: 7 söner och 4 döttrar. Gud förläne dem alla en salig uppståndelse. |                                                         |
| Olof Hansson Rudman Sara Erichsdotter Maria Palman 4 barn                                                      | 1693          | Här under ligger begrafwen i Herranom fordom rådman och tullenär, wälbetrodd salig härr Olof Hansson Rudman, hwilken afsomnade den 11 juli Anno 1693 sampt ock däras kiöre barn Peter R. Alfwa R. Anna R. Alfwa R. medh 2 sine kiäre hustrur, Gudfruchtig och dygdesamma Matrona Sara Erichsdotter, hwilken afsomnade i Herranom den 29 maj Phr 1681. Den andra hustrun, Åhreborna och dygdesamma Matrona H Maria Palman, som i Herranom döde den 11 okt. A:o ----. |                                                         |
| Thomas Alexandersson Tamsten Karin Cläsdotter                                                                  | 1693          | Här under hwilas i herranom fordom wälaktade och numera hos Gudh salige Thomas Alexandersson Rumman, rådman här i staden, hwilken afsomnade år 1693 samt hans dygdesamma hustru ehreborna och Gudfruktige matrona Karin Clasdotter, hwilken afsomnade den --- febr Anno 169- men een sin salige lille son Hans Thomasson så ock tvenne dödfödde döttrar. Gudh förläne them medh alla Christtrogne een frögdefull uppståndelse. T A S K C D |                                                         |
| Johannes Phallenius Karin Nilsdotter                                                                           | 1695          | Här hwilas i Herranom fordom scholemestarens och sedermera kyrkoherdens i Hoff och Apunda hederlige och wällörde Hr Hans P. Phalleny kärälskeliga hustru sal. gudfruktiga och dygderika H Karin Nilsdotter barnfödd i Linköping A:o 1627 den 3 maj och afsomnade i Skieninge den 22 febr 1666 med sine barn: Petri, Ingeborg och Karin. Gudh förläne them en frögdefull uppståndelse Joh. 3. Såsom Moses uphögde ormen i öknene, så moste och menniskiones son warda uphögt på det at hwar och een som troor på honom, skal icke förgås utan få eet ewinnerligit lif. M 1668 F IPH KND | Det finns en orm hängande med ett kors på stenen.       |
| Lars Erikson Sara Jonsdotter                                                                                   | 1696          | Här hwilar i Herranom wälaktad Lars Erikson i Wistena, fordom riksskattmäst., Hans Excell:t Herr Gust. Bondes befallningsman som i Herranom afsomnade A:o 1696 den 6 juli med sin k. hustro, fordom gudfruktiga mathrona Sara Jonsd:r som afsomnade A.o 1687 den 24 juni. Af Gudi med 7 barn, 2 söner och 5 döttrar wälsignade. 1 son och 3 döttrar är i barndomen döde. Gud deras själar frögde. |                                                         |
| Per Jönsson Elin Jönsdotter                                                                                    |               | Här under hwilas i Herranom född den ehreborne och konstrike nu hoos Gudh Salige Päder Jönsson, fordom borgmestare här i staden och förfaren Orgelwerckmakar, hwilcken anno 1653 24 Decembr. igenom then timeliga döden hädankallades medh sin fordom k. Hustru, gudfruchtige Matrona Elin Jönsdotter, som afsompnade Anno 1653 den 4 Aprilis och hafwa the aflat tilsamman 6 Söner och en dotter. 5 Söner och dottren afsompnade A:o 1622 och hwilas under denna sten. |                                                         |
| Pehr Olofsson i Hageby Christina Ericsdoter                                                                    | 1704          | Psalm 51: Skapa i migh Gudh ett rent hjerta. Jag hafwer kämpat en god kamp. Jag hafwer fullbordath loppet. Jag hafwer hållit trona. Härefter är migh förwarat rättfärdighetens krona. Här under hwilar salig i Herranom Pehr Olofsson i Hagby, nämbdeman i Giöstrings härad och kyrkiones sexman i Helgona församling, föd hit till wärlden A:o 1656 den 13 dec. afsomnade A:o 1704 den 2 juni tillika medh sin k. hustru, salig Christina Ericsdoter, född hit till wärlden A:o 1654 den 13 december och afled A:o 1705 den 18 julij. Deras äkltenskap 1690 den 20 martii, Erikus f. A:o 1686 den 25 januari Död A:O ---- d ----, Oluf P.D. född A:o 1689 den 23 februari död A:o ---- d ----, Ingrid född A:o 1690 den 4 juni Dödd A:o ---- d ----. Cicela P D A:o 1691 den 12 december Dödd A:o ---- d ----. |                                                         |
| Nils Åkerman Elizabet Joelsdotter                                                                              | 1706          | Under denna sten förbidas Jesu Christi härliga tillkommelses dag den i livstiden ädle och höglagfarne numera hos Gu, salige herren Nils Ackerman, wälbestäld häradshöfding öfwer Giöstrings och Lysings härader, hwilken föddes hit till wärlden år 1639 den 10 oktrobris uti Åcker socken och Prästgård i Roslagen. Afsomnade i herranom år 1706 den 14 juli med sin kära hustru, fordom gudfrucktig och dygdesamma matrona, numera hos Gud sali Elizabet Joelsdotter, hwilken i Gudi afled år 1701. Gack wandringsman och haf tin död i minne med önskan at vi må hos Gud varanan finne. |                                                         |
| Håkan Persson Catharina Abelsdotter                                                                            | 1709          | Garfwård öfer rusthållaren ? och wälfärståndige Håkan Persson uthi Stafgård, född den 10 october 1709 i Herranom saligen afsomnade 26 april 1769 sampt deras hustru, ärbara och dygdsamma Catharina Abelsdotter, född 2 apr. 1723 och gift med denne sal. k. make 6 juli 1742 med hwilken hon haft twänne söner, Petter F.D. 22 ---- 1743, död den 24 mai 1746, Petter kallad född d. 28 dec. 1746 död d. ----. |                                                         |
| Peder Thomesson den äldre Anna Hansdotter                                                                      | ca 1709       | Här under hvilar i Christo Wälacktat Peder Thomesson den äldre, fordom borgare och handelsman här i staden, hvilken afsomnade den ---- A,o 16—medh sin kära hustru gudfrucktiga och dygdesamma mathrona H. Ana Hansdotter, hvilken afsomnade den 10 april 1709. Hafwa tillsammans aflat 7 barn, 2 söner och 5 döttrar. Gud deras själar ewinnerligen frögde. |                                                         |
| Johan Wetter Maria Sandelia                                                                                    | 1710          | Här under hvilar i Christo ährlige och wälförståndige Johan Wetter fordom handelsman och invånare uthi Scheninge, hvilken i Herranom saligen afsomnade den ---- åhr 1710. Med sin Ähra och dygderika kiära hustro gudfrucktiga mathrona H. Maria Sandelia, som i Gud ifrån thenna wärlden afskildes den ---- åhr ---- tillika medh sonen Johannes, som i Herranom afsomnade den 13 junius åhr 1700. |                                                         |
| | 1749          | Åhr 1749. |                                                         |
| Anders Nordenadler Maria Sandelia                                                                              |               | Åhr 1752. Hafwer Thor Anderssons son Anders Nordenadler af andra giftet med hustru maria Sandelia hwilken och härunder hwilar sedan hon i wärlden 92 åhr christeligen lefwat. Thenne stenen uthi den sönderslagnas ställe sine salige föräldrar till åminnelse änyo förfärdiga och hitlägga låtit genom salig afledne systrens Catharina Tohrsdotters son Johan Magnusson Öhrström, borgare och handlande i Linköping född i Schenninge åhr 1707 den 21 juni, död den --- och här under hvilar. Denne sten och lägerstad hörer rådmannen Thor Andersson med hans k. hustru Karin Pedersdotter och trenne deras barn til, hvilcka äre födde, nembl. rådmannen A. 1618 den 20 juni och hustrun 1614 den 28 septemb. och dödde 1690 den 13 juli och hustrun A:o 1675 Den 5 Januarij. Gud frögde deras själar och förläne kropparna på den yttersta dagen en frögdefull uppståndelse. Amen. |                                                         |
| Otto Christian von der Palen                                                                                   | 1756          | Men störst ibland tem är kärleken. | Skriften är utnött och oläslig                          |
| Nils Olufson Catharina Elisabeth Liungman                                                                      |               | Här under hvilar i Herranom fordom handelsmannen här i staden wälachtad Nils Olufson i Herranom afsomnade år 17—medh sin k. hustru ehreborne och gudfruchtiga Catharina Elisabet Liungman hwilken afsomnade år 17--. Gud förläne dem en frögdefull uppståndelse. |                                                         |
| Daniel Dalinius Claudius Livin Magnus Livin                                                                    |               | |                                                         |
| Johan Frans Pollet                                                                                             |               | |                                                         |
| |               | S P S M I D |                                                         |
| |               | | Ingen text.                                             |
| |               | | Ingen synlig text.                                      |
| |               | | Ingen synlig text                                       |
| |               | | Skriften helt utnött.                                   |
| |               | | Skriften utsliten.                                      |
| |               | | Skriften oläslig.                                       |

### Epitafier
| Person/Familj                | År   | Bild | Skrift | Övrig information |
| ---------------------------- | ---- | ---- | --- | --- |
| Per Jönsson                  | 1624 |      | Anno 1624 hafwer Per Jönsson, borgmester här i Staden samt hans käre hustru låtit bekåsta denna taffla, Gudi till ähra, Kiörkian till beprydningh, Sig och sin käre Hustru till åminnelse. | |
| Olof Håkansson               | 1631 |      | Thenna Tafla hafwer Olof Håkonsson bekostat, Gudh til ära, kyrkian til beprydning, sigh, sin käre hustru och barn til åminnelse. Anno 1631. | |
| Magnus Jönsson Hane          | 1663 |      | Den rättfärdigst och himmelske Guden till ähra, kyrkian till beprydnan, sigh och sin kiäre hustro till een åminnelse hafwer den välbetrodde man, Magnus Jönsson på denna tidh Kongl. Maijts och kronones befalningsman i Wadstena Lähn denna tafla bekåstat och förfärdigat låtit uthi octobri och nowembri månader. Anno 1663.                                                             | |
| Johan Jespersson             | 1663 |      | Så elskadhe Gudh werlden at han utgaf sin eenfödda son på thet at hwar ock en som troor på honom skal icke förgås uthan få ett ewigt lijff. Joh. 3. Till Guds ähra och thetta Herrens Tempel till sirat hafwer fordom Rytmästare under Östergötlands Cavalleriet, den Ehreborne och den Manhaftigh Johan Jespersson till Hunnewadh thetta Monumentet bekostadt och låtit upstella åhr 1663. | |
| Thomas Alexandersson Tamsten | 1671 |      | Soli deo gloria 27 Psa. Herre wijsa migh tin wäg och leedh migh på then rätta stijgen för mina fiender skul. Guds nampn till ähra, kyrkian till beprydning, hafwer fordom rådmannen wöälachtat Tomas Alexandersson, för sigh sin kiäre hustro och barn till een christerlig åminnelse detta Epitaphium bejkosta låtit här i Skäninge anno 1671 uti aprilis.                                 | |
| Daniel Pedersson             | 1680 |      | Gudh till Ähra och detta Herrans hus till beprydning hafwer fordom borgmästaren salig Daniel Pederssons barn denna tafla låtit bekosta, sijne kiäre föräldrar till ett christeligt åminnelse ock förfärdiga låtit. Anno 1680. | |
| Jöns Larsson Nyman           | 1696 |      | Guds H namn till Ähra. Hans helgade chor till prydnad samt sina kära föräldrar, Rådman hr Jöns Larsson Nyman samt modern Matrona Margareta Lindeman Håkansdotter, wars lekanmen här nedan saligen hwila. Till åminnelse hafwer Kungl. Majestäts och krigscollegy bokhållare Lars Nyman denna tafla bekostat och uppsätta låtit Anno 1696 den 10 juli. N. Schenander Inv.et. Schulpt.        | Tillverkade av Niklas Schenander.                                                                                                   |
| Måns Danielsson              | 1726 |      | Gudh till ähra, kyrkan till prydnad och rådman här i staden, sahl Måns Danielsson till åminnelse hafwer sohnen, handelsman sahl. Daniel Månsson detta epitaphium genom des giorda testamente bekosta låtit, och uppsatts den 19 febr. Anno 1726. | |
| Daniel Månsson               | 1732 |      | Jag är wägen och sanningen och lifwet. Mat. 14:6 Gud till prijs och kiyrkians prydnad samt en sahlig minnes tydnad. Efter Daniel Månssons död har herr rådman Dahlström gifwit denna taffla kostad blifvit. Testamentet som hans böd. A:o 1732. | |
| Nils Eriksson                |      |      | War nu åter till frids min själ, ty Herren gör tig godt. Ps. 116 v 7. N. Schenander Sculptör et invt. | Epifafiet är bekostat och upsatt av Erikssons son, Erik Sohlberg, inspektor vid Falu koppargruva. Tillverkade av Niklas Schenander. |
| Jonas Wahlberg               |      |      | Saknar text. Signerat N. Schenander. | Ofullbordat epifafium. Tillverkade av Niklas Schenander.                                                                            |

## Runsten
Norr om kyrkan står en runsten med inskrift: "Torun och bröderna. Tostes söner, reste (stenen) efter sin fader. Jag, Torkel, ristade denna sten efter Toste". När kyrkan byggdes användes stenen som tröskelsten i norra porten, tills den 1874 togs loss och ställdes upp utanför kyrkan.

## Bilder

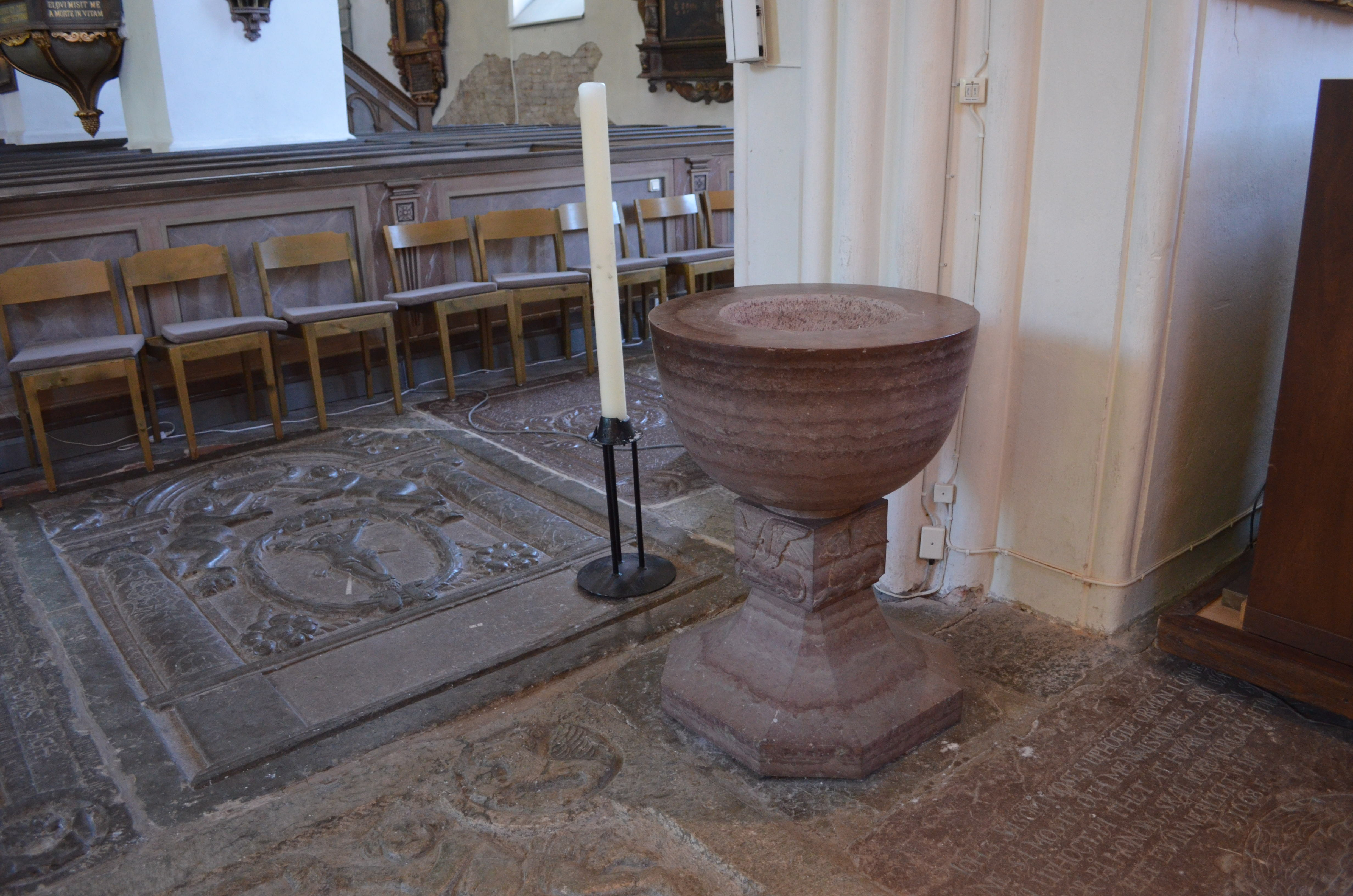
Skänninge kyrkas dopfunt.
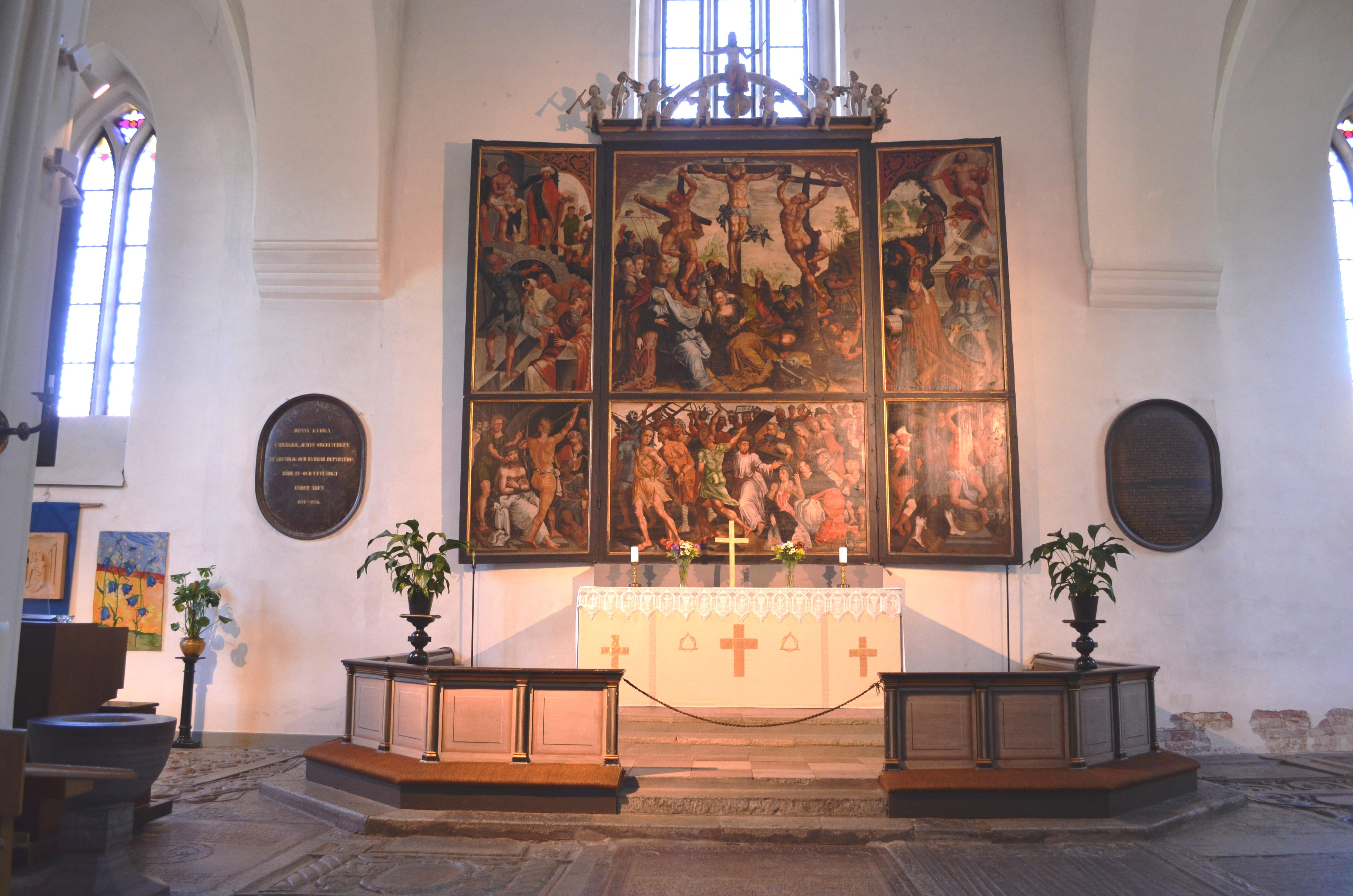
Skänninge kyrkas altare.
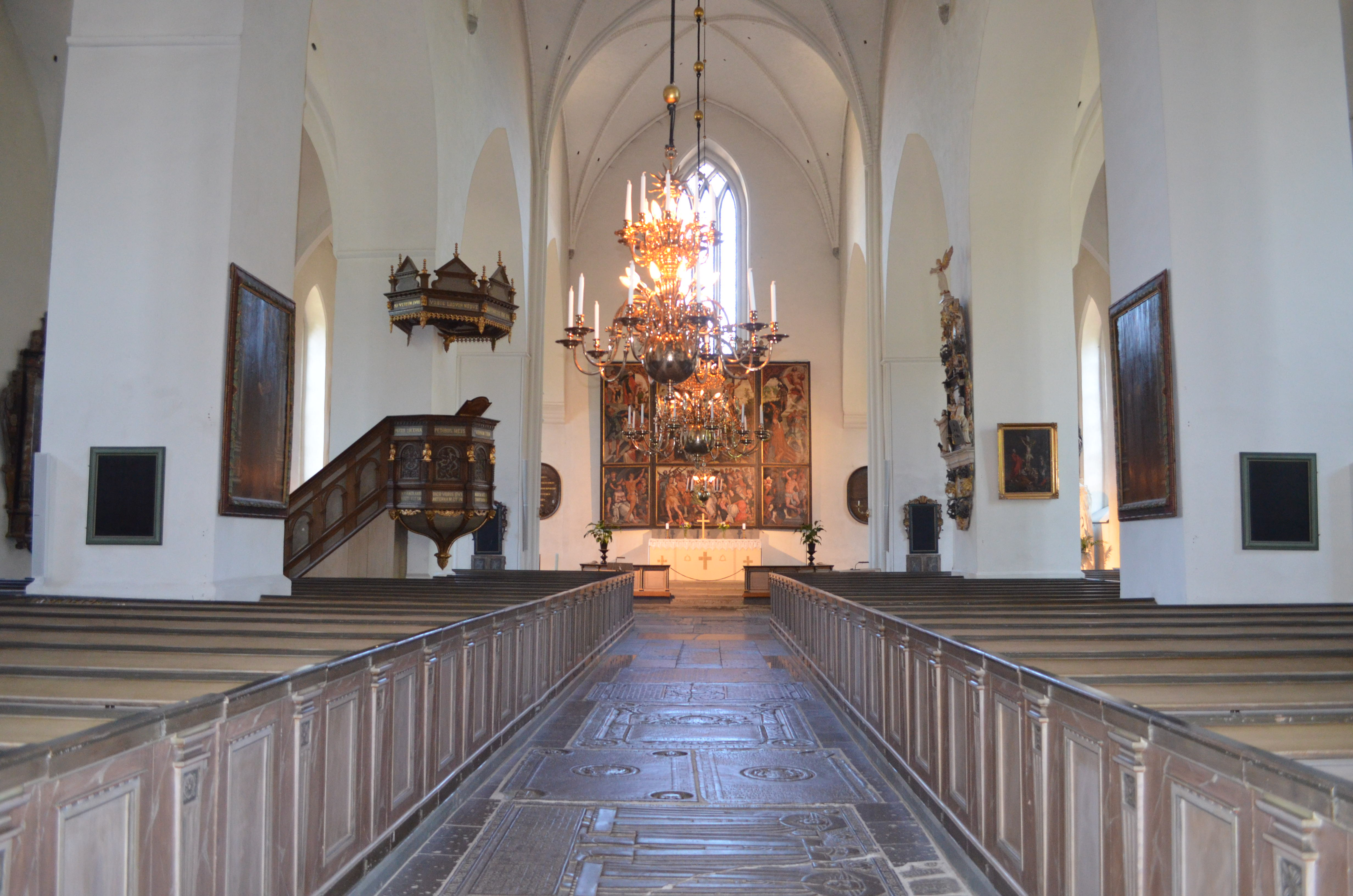
Skänninge kyrkas kyrksal.
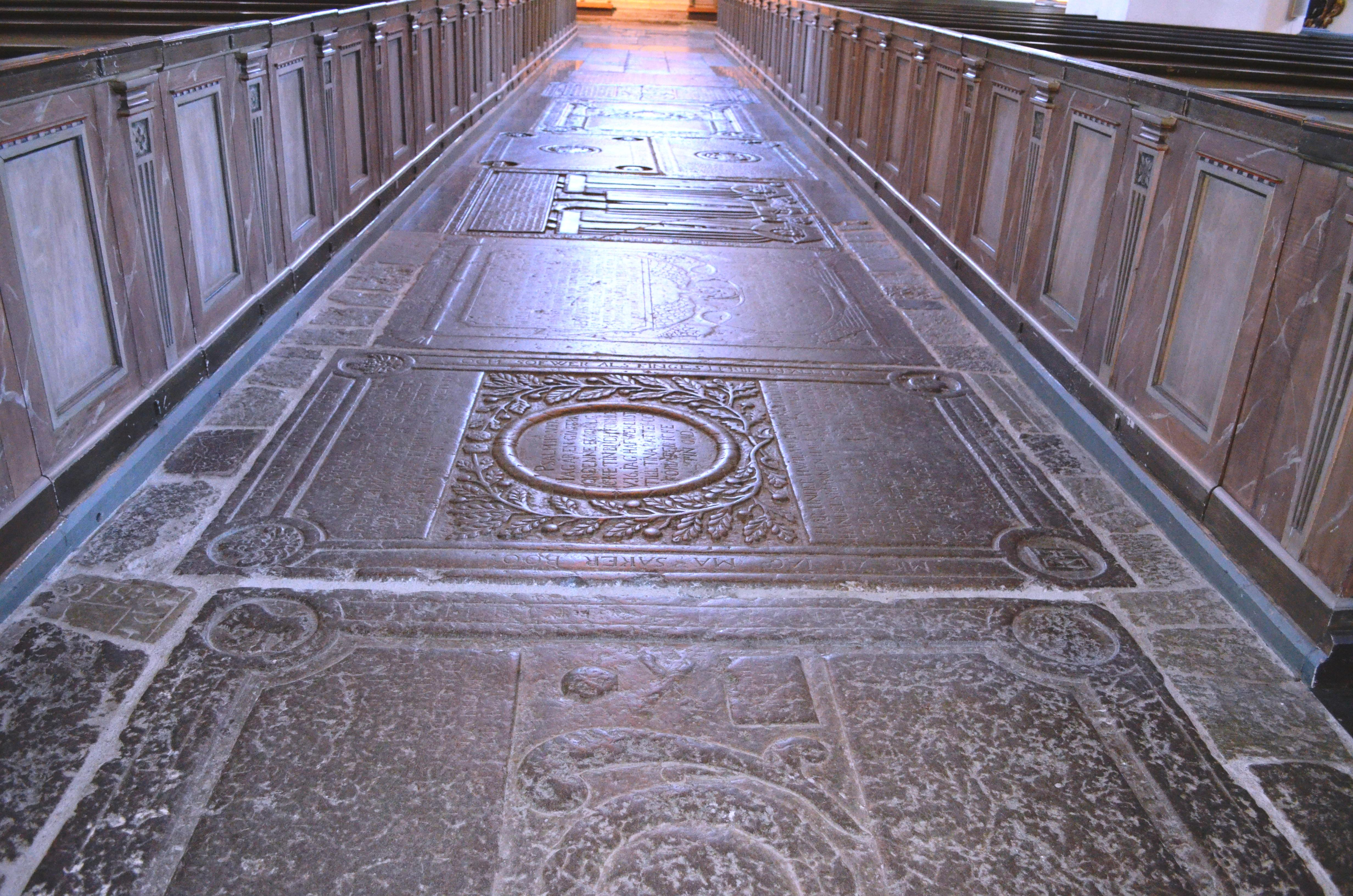
Skänninge kyrkas kyrkgolv.